# جاسم محمد
جاسم محمد (انگلیسی: Jassim Mohammed؛ زادهٔ ۱۰ ژوئن ۱۹۸۴) بازیکن فوتبال اهل عراق است.
وی همچنین در تیم ملی فوتبال عراق بازی کرده‌است.